# Læsø Bio
Læsø Bio er en biograf, der ligger i Byrum på Læsø i Kattegat. Den blev grundlagt i 1932, men fungerede i mange år også som gymnastiksal og forsamlingshus. Siden 1985 har den været drevet af en lokal beboer. Der vises film ca. tre gange om ugen i vintersæsonen og seks gange om ugen i sommerhalvåret.
I 2010 fik man digitalt projektionsudstyr og året efter blev opført en tilbygning med cafe. Sammenlagt har ombygningerne kostet omkring 3 mio. kr.